# Hempel (Unternehmen)
Hempel ist ein dänischer Hersteller von Lacken und Coatings, insbesondere von Antifouling-Schiffsanstrichen. Es befindet sich vollständig im Besitz der Hempel-Stiftung.

## Geschichte
Hempel wurde im Juli 1915 von Jørgen Christian Hempel (1894–1986) gegründet, als er Hempel’s Marine Paints Ltd. (J.C. Hempel’s Skibsfarve–Fabrik A/S), einen Großhändler für Schiffsfarben, gründete. Mit gerade einmal 21 Jahren war er zu dieser Zeit Dänemarks jüngster zugelassener Großhändler. Im folgenden Jahr gründete er seine eigene Farbenmischfabrik.
Im Jahr 1917 arbeitete Hempel mit der Technischen Universität Dänemark zusammen, um Hempels erste Antifouling-Beschichtung für Schiffsrümpfe zu entwickeln.
In den 1950er- und 1960er-Jahren expandierte Hempel: Das Unternehmen gründete 1951 seine erste Fabrik in den Vereinigten Staaten und eröffnete 1963 ein Büro in Hongkong. In den 1960er-Jahren begann das Unternehmen mit der Produktion dekorativer Beschichtungen für den Nahen Osten und eröffnete in Kuwait 1966 seine erste Fabrik in der Region.
In den 1970er-Jahren gründete Hempel eine Abteilung für Schutzbeschichtungen, um Beschichtungen für den Industriemarkt zu entwickeln und zu produzieren, beispielsweise für die Energieerzeugung und Infrastruktur. Hempel war eines der ersten Beschichtungsunternehmen, das sich auf erneuerbare Energien konzentrierte und lieferte im Jahr 1980 Beschichtungen für den ersten kommerziellen Windpark.
J.C. Hempel starb 1986 im Alter von 91 Jahren, nachdem er das Unternehmen einundsiebzig Jahre lang geführt hatte. Bis zum Jahr 2000 war Hempel zu einer weitverzweigten Gruppe mit lokalem Management in 38 Ländern geworden. Im folgenden Jahrzehnt konsolidierte es sich und kaufte seine Partner in Kroatien, China, Marokko und im Nahen Osten auf.

## Akquisitionen
Zu den bedeutenden Akquisitionen seit 2000 gehören:
- Crown Paints, ein führender Farbenhersteller im Vereinigten Königreich (Juni 2011)
- Blome International Inc., ein in den USA ansässiger Hersteller von Spezialbeschichtungen für die Schutzindustrie (Juli 2012)
- Schaepman, ein niederländischer Anbieter von speziellen Industrie-, Schutz- und Dekorationsbeschichtungen (Dezember 2014)
- Jones Blair Company, ein führender nordamerikanischer Anbieter für die Schutz- und Abdichtungsmärkte (Februar 2015)
- J.W. Ostendorf, ein Unternehmen für dekorative Beschichtungen mit Niederlassungen hauptsächlich in Deutschland und Frankreich (Mai 2018) – Verkauf an Fidelium Partners (Mai 2024)
- Wattyl, ein Unternehmen für dekorative, schützende und maritime Beschichtungen mit Niederlassungen in Australien und Neuseeland (März 2021)
- Farrow & Ball, ein britischer Hersteller von Farben und Tapeten (Mai 2021)

## Hauptquartier

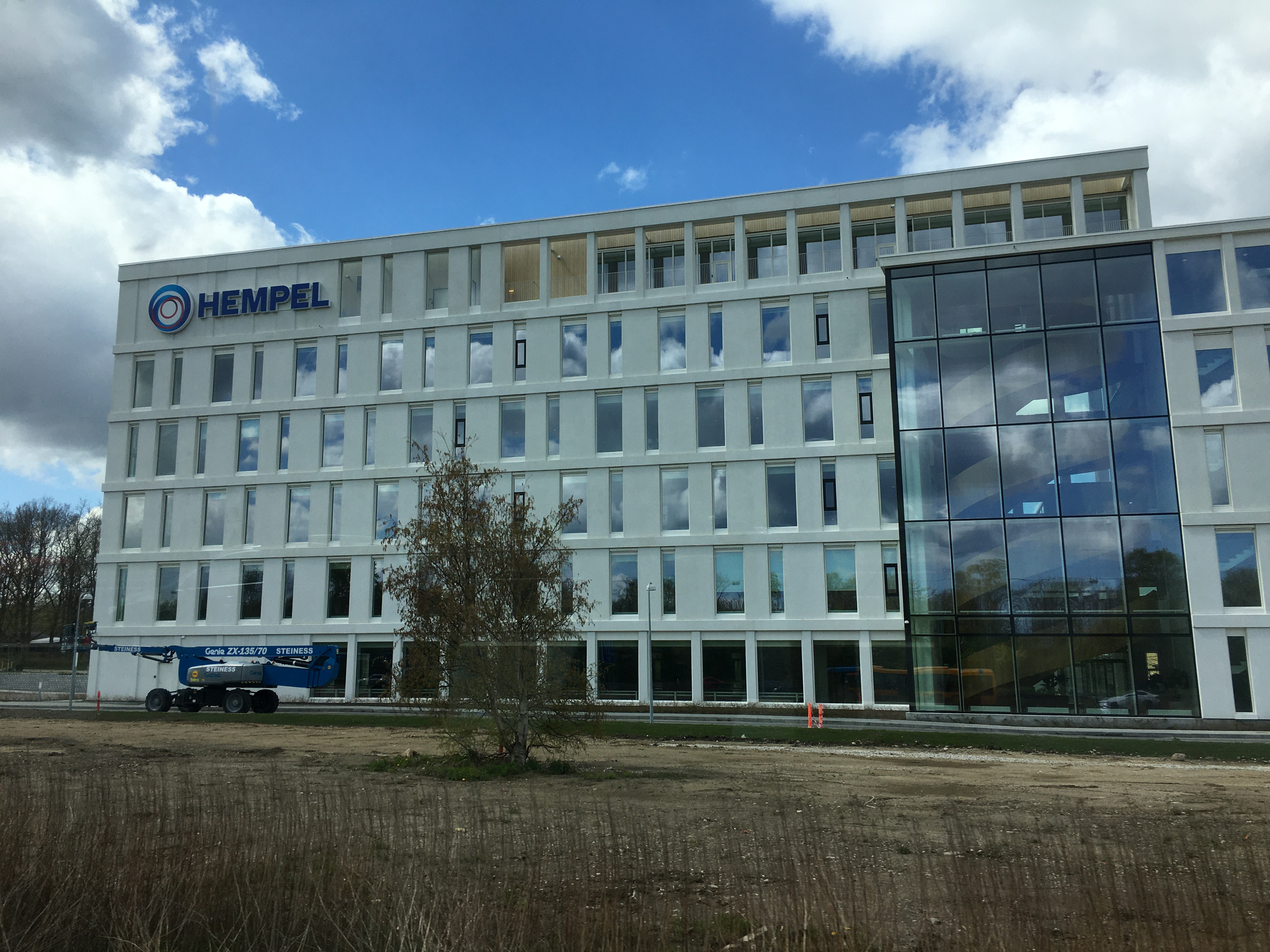
Hauptquartier in Lundtofte

Hempel bezog im April 2013 einen neuen Hauptsitz. Das Gebäude befindet sich im Lundtoftegårdsvej in Lundtofte, nördlich von Kopenhagen. Das Gebäude wurde von Årstiderne Arkitekter entworfen. Hempels alter Hauptsitz wurde an DTU verkauft.
Im Jahr 2021 wurde gegenüber dem bestehenden Hauptsitz eine neue Forschungs- und Entwicklungseinrichtung, der Hempel Campus, eröffnet, die durch eine Fußgängerüberführung verbunden ist.

## Bestechungsfälle
Im Zusammenhang mit dem Jahresabschluss 2016 gab das Unternehmen an, 300 Mio. DKK zurückgestellt zu haben zur Deckung der Kosten (Geldbußen und mögliche Entschädigungen) bei Bestechungen in Deutschland und Asien. Angeblich hätten einige von Hempel gewährte Rabatte bei Schiffsmanagern statt bei Kunden landen sollen. Zehn – davon sieben in Deutschland – wurden entlassen.
Im März 2019 wurde Hempel wegen Bestechung mit einer Geldstrafe von 220 Mio. DKK belegt, nachdem sich das Unternehmen 2017 gemeldet hatte. Dies ist die härteste Sanktion, die jemals hinter den Kulissen der Polizei verhängt wurde.
Henrik Andersen, CEO von Hempel, sagte, Hempel habe nach einem Bestechungsfall aufgeräumt.

## Belege
1. 1 2 3  Geschäftsbericht 2014 (Memento vom 24. September 2015 im Internet Archive)
2. ↑  Broschüre
3. ↑  JyllandsPosten 5/4 2017 Hempel tager kæmpetab i bestikkelsessag (Abgerufen am 5. April 2017)
4. ↑  Hempel-bøde på 220 mio kroner er den største i bagmandspolitiets historie (Memento vom 6. März 2019 im Internet Archive) 4. marts 2019 på borsen.dk
5. ↑  Hempel betaler rekordbøde i bestikkelsesag 4. marts 2019 på politiken.dk
6. ↑  Hempel betaler rekordbøde i bestikkelsessag 4. marts 2019 på jv.dk